# Commeny
Commeny è un comune francese di 378 abitanti situato nel dipartimento della Val-d'Oise nella regione dell'Île-de-France. Il 1 gennaio 2024 ha incorporato il comune di Gouzangrez.

## Società

### Evoluzione demografica
Abitanti censiti